# Look What You Made Me Do
Look What You Made Me Do – pierwszy singel amerykańskiej piosenkarki Taylor Swift z jej szóstego albumu studyjnego, zatytułowanego Reputation. Singel został wydany 24 sierpnia 2017. Twórcami tekstu utworu są Taylor Swift, Jack Antonoff, Fred Fairbrass, Richard Fairbrass oraz Rob Manzoli, natomiast jego produkcją zajęli się Antonoff i Swift.
„Look What You Made Me Do” jest utrzymany w stylu muzyki dance-pop, electroclash i electropop. Singel otrzymał mieszane recenzje od krytyków muzycznych, którzy podchodzą sceptycznie do zmian w warstwie tekstowej oraz wizerunku piosenkarki. W utworze zostały wykorzystane sample z przeboju „I’m Too Sexy” brytyjskiego zespołu Right Said Fred oraz z piosenki „Operate” Peaches. Utwór odniósł sukces komercyjny, stając się piątym „numerem jeden” Swift na liście Billboard Hot 100, a także trafił na szczyt w Australii, Czechach, Hiszpanii, Irlandii, Kanadzie, Nowej Zelandii, na Słowacji i w Wielkiej Brytanii.
27 sierpnia 2017 podczas gali MTV Video Music Awards 2017 nastąpiła premiera teledysku. Reżyserem klipu został Joseph Kahn. W ciągu pierwszych dwudziestu czterech godzin od jego wydania, teledysk został odtworzony ponad 43,2 miliona razy. Tym samym Taylor Swift osiągnęła nowy rekord wyświetleń teledysku, który wcześniej należał do Adele i jej singla „Hello” z 27,7 milionami.

## Wykonania na żywo
1 grudnia Swift wykonała utwór w ramach KIIS-FM’s Jingle Ball 2017 w Inglewood. Dwa dni później piosenkarka zagrała singel podczas 99.7 Now!’s Poptopia w San Jose z tą samą setlistą. W następnym tygodniu artystka wykonała piosenkę na innych imprezach, takich jak B96 Chicago, Pepsi Jingle Bash 2017 oraz Z100 Jingle Ball 2017 (Nowy Jork) i Jingle Bell Ball 2017 (Londyn).

## Lista utworów
- Digital download[8]

1. „Look What You Made Me Do” – 3:31

## Notowania i certyfikaty
| Lista (2017)                                  | Najwyższa pozycja |
| --------------------------------------------- | ----------------- |
| Australia (Top 50 Singles)                    | 1                 |
| Austria (Ö3 Austria Top 40)                   | 2                 |
| Belgia (Ultratop 50 Singles, Flandria)        | 8                 |
| Belgia (Ultratop 50 Singles, Walonia)         | 39                |
| Czechy (Rádio – Top 100)                      | 39                |
| Czechy (Singles Digitál – Top 100)            | 1                 |
| Dania (Track Top-40)                          | 12                |
| Finlandia (Suomen virallinen lista – Singlet) | 8                 |
| Francja (Top Singles & Titres)                | 4                 |
| Hiszpania (Promusicae)                        | 1                 |
| Holandia (Dutch Top 40)                       | 7                 |
| Holandia (Single Top 100)                     | 13                |
| Irlandia (Singles Chart)                      | 1                 |
| Japonia (Japan Hot 100)                       | 7                 |
| Kanada (Billboard Canadian Hot 100)           | 1                 |
| Niemcy (Media Control Charts)                 | 3                 |
| Norwegia (VG-Lista)                           | 6                 |
| Nowa Zelandia (Recorded Music NZ)             | 1                 |
| Portugalia (AFP)                              | 4                 |
| Słowacja (Singles Digitál – Top 100)          | 1                 |
| Stany Zjednoczone (Hot 100)                   | 1                 |
| Szwajcaria (Singles Top 100)                  | 6                 |
| Szwecja (Sverigetopplistan)                   | 7                 |
| Węgry (Single (track) Top 40 lista)           | 3                 |
| Wielka Brytania (UK Singles Chart)            | 1                 |
| Włochy (FIMI)                                 | 10                |

| Lista (2017)                         | Najwyższa pozycja |
| ------------------------------------ | ----------------- |
| Australia (Top 100 Singles)          | 61                |
| Austria (Ö3 Austria Top 40)          | 70                |
| Kanada (Billboard Canadian Hot 100)  | 29                |
| Niemcy (Media Control Charts)        | 81                |
| Stany Zjednoczone (Hot 100)          | 39                |
| Węgry (Single (track) Top 100 lista) | 48                |
| Wielka Brytania (UK Singles Chart)   | 89                |

| Państwo                      | Status             |
| ---------------------------- | ------------------ |
| Australia (ARIA)             | 3× platynowa płyta |
| Belgia (BEA)                 | złota płyta        |
| Brazylia (Pro-Música Brasil) | diamentowa płyta   |
| Francja (SNEP)               | złota płyta        |
| Hiszpania (Promusicae)       | złota płyta        |
| Kanada (Music Canada)        | 3× platynowa płyta |
| Niemcy (BVMI)                | złota płyta        |
| Nowa Zelandia (RMNZ)         | złota płyta        |
| Polska (ZPAV)                | 2× platynowa płyta |
| Stany Zjednoczone (RIAA)     | 4× platynowa płyta |
| Szwecja (GLF)                | 2× platynowa płyta |
| Wielka Brytania (BPI)        | platynowa płyta    |
| Włochy (FIMI)                | platynowa płyta    |

## Historia wydania
| Region            | Data                 | Format                 | Wytwórnia       | Źródło |
| ----------------- | -------------------- | ---------------------- | --------------- | ------ |
| Świat             | 24 sierpnia 2017     | Streaming              | Big Machine     | [ 55 ] |
| Świat             | 25 sierpnia 2017     | Digital download       | Big Machine     | [ 8 ]  |
| Włochy            | 25 sierpnia 2017     | Contemporary hit radio | Universal Music | [ 56 ] |
| Wielka Brytania   | 26 sierpnia 2017     | Contemporary hit radio | Virgin EMI      | [ 57 ] |
| Stany Zjednoczone | 29 sierpnia 2017     | Contemporary hit radio | Big Machine     | [ 58 ] |
| Niemcy            | 27 października 2017 | Singel CD              | Universal Music | [ 59 ] |